# Anan (Nagano)
Anan (阿南町 Anan-machi?) es un pueblo en la prefectura de Nagano, Japón, localizado en la parte central de la isla de Honshū, en la región de Chūbu. El 1 de marzo de 2021 tenía una población estimada de 4338 habitantes y una densidad de población de 35 personas por km².

## Geografía
Anan se encuentra en el extremo sur de la prefectura de Nagano, rodeado por los Alpes japoneses. El centro del pueblo se encuentra en la margen derecha del río Tenryū.

## Historia
El área del Anan actual era parte de la antigua provincia de Shinano. El pueblo moderno se estableció el 1 de julio de 1957 por la fusión de las villas de Oshimojo, Wago y Asage.

## Demografía
Según los datos del censo japonés, la población de Anan ha estado disminuyendo en los últimos 50 años.
| Gráfica de evolución demográfica de Anan entre 1950 y 2015 |
|                                                            |
| Oficina de Estadísticas de Japón                           |